# Ilha de Santa Maria (Vitória)
Ilha de Santa Maria é um bairro localizado no município de Vitória, capital do estado brasileiro do Espírito Santo. Na região Sudeste do país.

## História
A comunidade da Ilha de Santa Maria é uma das mais antigas de Vitória, tendo surgido por volta de 1950 em área alagável de domínio da União. Pela Lei 1791/68 a aglomeração urbana conhecida como Ilha de Santa Maria passa a denominar-se como Bairro de Santa Maria, sendo posteriormente alterado para Ilha de Santa Maria pela Lei 6077/03.
O início das obras de aterro na região da Ilha de Santa Maria e Monte Belo tem início em torno de 1920, compreendidos na área definida como aterro de Bento Ferreira. O objetivo era realizar o desmonte da Ilha de Santa Maria e outros pequenos morros, e com o material extraído realizar o aterro da área.
Estas obras de melhoramento foram suspensas devido aos altos custos e dessa forma muitas áreas de mangue não receberam aterro. Entretanto, muitos dos aterros realizados nesta área, foram pequenas obras em consequência do processo de ocupação dessas áreas. O processo de formação dos bairros de Ilha de Santa Maria, Forte São João e Monte Belo, deu início à expansão de prestação de serviços e comércio que interligou o centro de Vitória à região norte da capital.
Entretanto os documentos pesquisados não indicam que foram significativas as intervenções do Estado no sentido de promover a urbanização e o processo de ocupação da área até a década de 1950. Somente foram encontrados nos documentos oficiais obras nessas áreas de aterro a partir de 1951, visto que naquela época todas as obras realizadas pelo governo, normalmente, constavam nas mensagens de governo.
A partir do Plano de Valorização Econômica do segundo mandato do Dr. Jones dos Santos Neves, no período de 1951 a 1955, que a área entre o Forte São João e Bento Ferreira passa a receber obras de aterro que tinham como justificativa a recuperação de áreas em manguezais. Em 1954 foi concluído o enrocamento entre a ponta do morro de Bento Ferreira e a Ilha de Santa Maria. Nos anos de 1960, nesta região, ainda existiam áreas alagadas e, por estas serem desvalorizadas e em parte invadidas, atraiam as pessoas que vinham para Vitória a procura de oportunidades de emprego a partir da instalação de grandes indústrias na região da Grande Vitória.

## Transporte coletivo
O bairro é servido por várias linhas de ônibus municipais da capital e também o Sistema Transcol (Intermunicipal).